# Thaanumella angulosa
Thaanumella angulosa é uma espécie de gastrópode  da família Assimineidae.
É endémica da Micronésia.